# DMCA版权法深空
《DMCA版权法深空》，原名「无马里奥深空」，是ASMB games在Ludum Dare 36开发的粉丝游戏。该游戏结合《无人深空》和《超级马里奥兄弟》的游戏机制。
尽管该游戏饱受欢迎，但由于任天堂的數字千年版權法的撤除请求通知，因此该游戏改名为“DMCA版权法深空”。主角替换成科幻风格的Finn，公主换成Mango，第一关被命名为DMCA-DMCA。